# برادران و خواهران (مجموعه تلویزیونی ۲۰۰۶)
برادران و خواهران (انگلیسی: Brothers & Sisters) نام یک مجموعه تلویزیونی آمریکایی است که حول و حوش یک خانواده به نام واکر می‌چرخد که در لس آنجلس و پاسادینا، کالیفرنیا زندگی می‌کنند. این مجموعه برای پنج فصل توسط شرکت پخش رسانه‌ای آمریکا و بین ۲۴ سپتامبر ۲۰۰۶ تا ۸ مه ۲۰۱۱ پخش شد.